# Håret kortstråle
Håret kortstråle (Galinsoga parviflora) er en enårig plante i kurvblomst-familien. Blomsterkurven har korte randkroner, deraf navnet Kortstråle. Planten er spredt som ukrudtsplante over store dele af Jorden.

## Beskrivelse
Håret kortstråle er en næsten glat, 20-50 centimeter høj urt med fjernt rundtakkede, modsatte, ægformede blade. Kurvene, der sidder i gaffelkvaste, er 6-7 millimeter i diameter med gule skivekroner og 5-6 hvide randkroner, der er 1-2 millimeter lange. Kurvbunden har avner, der er trefligede i spidsen.
En enkelt kraftig plante kan nå at sætte cirka 300.000 frø.

## Udbredelse
Arten er hjemmehørende i Sydamerika, men er spredt med kulturen over hele Jorden, oprindeligt fra botaniske haver.
I Danmark er håret kortstråle almindelig på dyrket jord. Blomstringen sker i juli til oktober.